# Без сына не приходи!
«Без сына не приходи!» — советский художественный фильм 1986 года.

## Сюжет
Коля — обычный двенадцатилетний мальчик. Однажды он узнаёт о том, что его отца на работе сослуживцы считают бездельником и оболтусом. Сыну обидно за отца, и мальчик решает перевоспитать своего папу и сделать из него настоящего человека.
Поставленную задачу Коля успешно выполняет. Он окрылён успехом и ищет новый объект для своего нового педагогического опыта. Им становится мама его друга Максима Семечкина. Коля помогает женщине счастливо устроить свою судьбу.

## В ролях
- Петя Юрченков — Коля Румянцев
- Наталья Сайко — Галина Румянцева, мама Коли
- Александр Берда — Николай Румянцев, папа Коли, токарь
- Андрей Соловей — Максим Семечкин
- Наталья Горленко — Ольга Семечкина, мама Максима
- Владимир Носик — Пётр Семёнович Степанов, токарь
- Владимир Басов-младший — Валентин Петрович Зорин, начальник
- Ирина Шмелёва — Татьяна Ивановна, учительница
- Ирина Гошева — Анна Григорьевна, учительница пения
- Николай Олейник — Гусев
- Сергей Иванов — хулиган
- Виктор Панченко — хулиган

## Съёмочная группа
- Автор сценария: Михаил Дымов
- Режиссёр-постановщик: Радомир Василевский
- Операторы-постановщики: Владимир Дмитриевский и Николай Ивасив
- Композитор: Виктор Сумароков
- Художник-постановщик: Галина Михайловна